# Uloborus diversus
Uloborus diversus là một loài nhện trong họ Uloboridae.
Loài này thuộc chi Uloborus. Uloborus diversus được miêu tả năm 1898 bởi Marx.